# Castell d'Orpesa

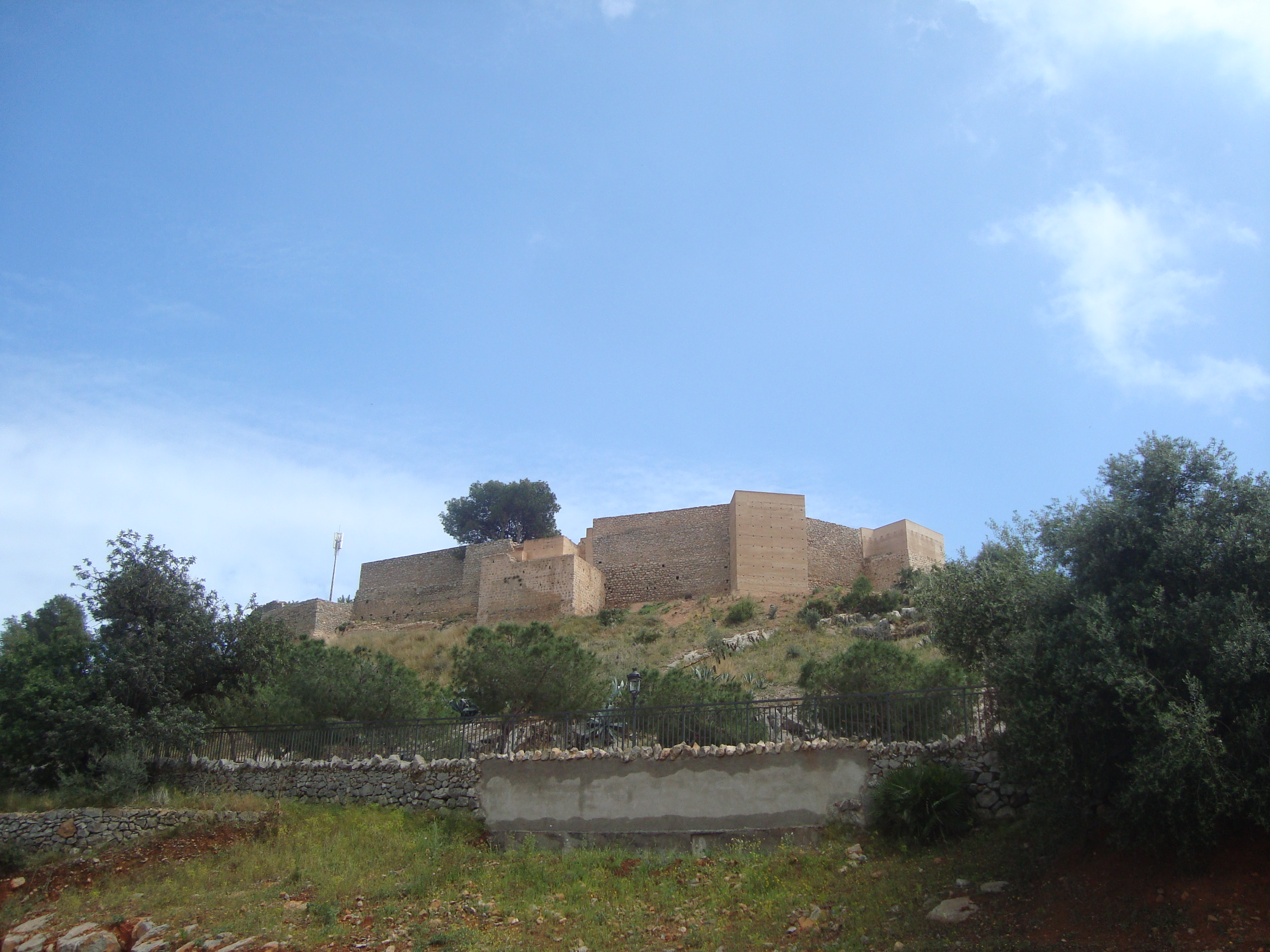
Castell d'Orpesa

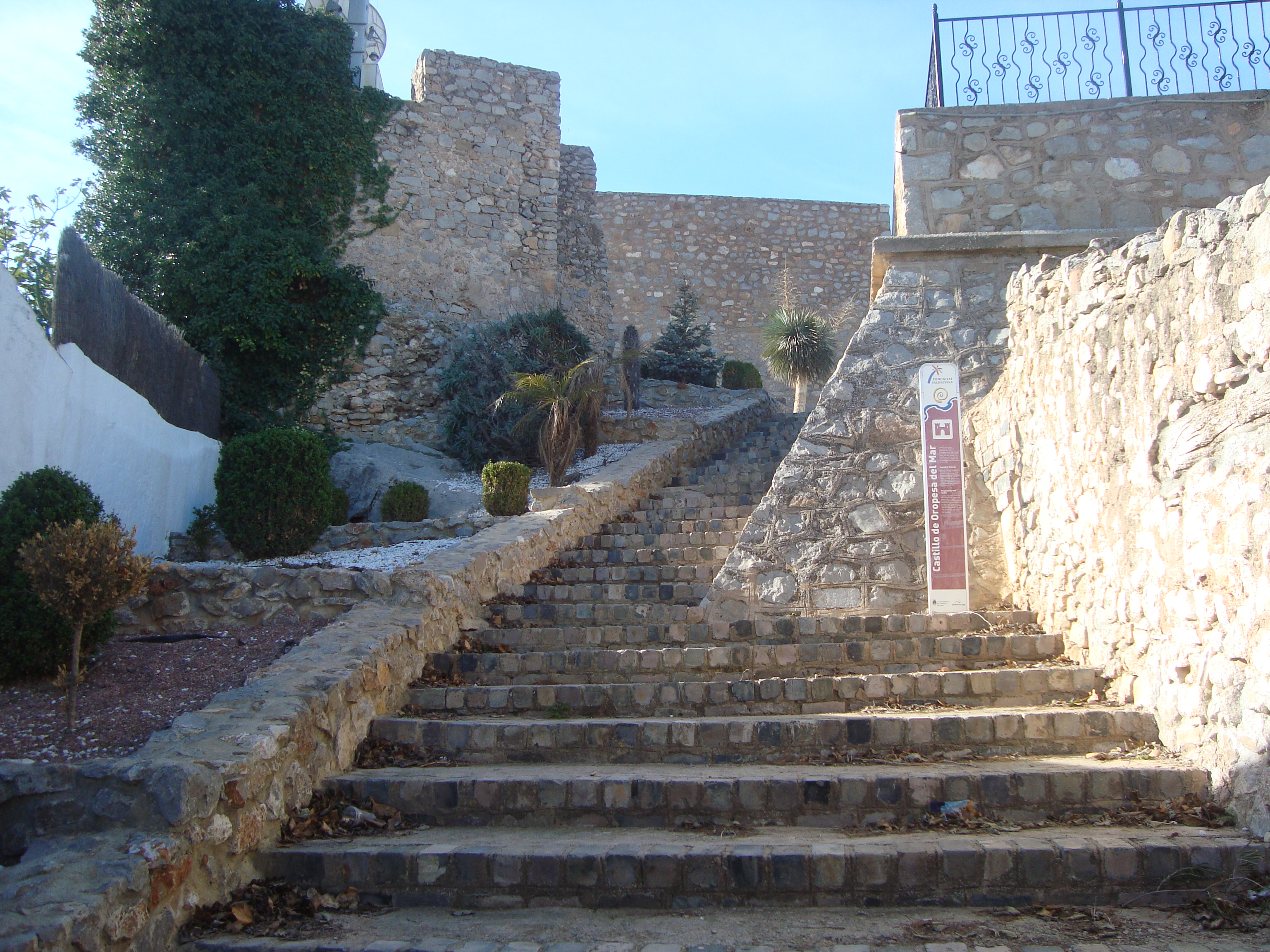
Castell d'Orpesa

El Castell i les muralles d'Orpesa, actualment són les restes del que en el seu moment van ser els bastions de defensa de la població d'Orpesa (Plana Alta). Estan declarats, de manera Bé d'Interés Cultural, segons consta en la Direcció general de Patrimoni Artístic de la Generalitat Valenciana amb el codi
12.05.085-003, si bé presenta anotació ministerial amb nombre R-I-51-0010725.

## Història
El castell se situa en una zona elevada de la població, un esperó rocós des del qual es veu la costa i en ella la veïna Torre del Rei, des d'on podia exercir adequadament la seua missió de protecció de la població que es desenvolupava als peus d'aquest.
Orpesa va tenir població des de temps prehistòrics, la qual cosa queda demostrada pels materials trobats en els jaciments arqueològics, que es remunten a l'edat del bronze i d'èpoques posteriors com la ibèrica, la romana, la medieval, la moderna i la contemporània.
El Castell d'Orpesa és d'època musulmana, encara que ja el 1090, pertanyia a Rodrigo Díaz de Vivar, passant, més tard a les mans del rei Pere el d'Osca, i d'ell queda en peus unes velles paredasses de tàpia i un aljub de dues naus, que els experts consideren de possible època musulmana.
Després de tornar a estar baix domini almoràvit, va ser reconquerit més tard i va passar a estar baix dominis de l'Orde de Malta en 1149, per a després a les mans dels templers en 1169, però no va ser una zona totalment cristiana fins a pràcticament 1233.
La zona d'Orpesa va sofrir una etapa de despoblació que es va solucionar entrat el segle xv, època en la qual es va construir un mur a manera de muralla que serviria per defensar a la nova població que s'establia a la zona, envoltant l'estructura urbanística, a manera de quadrícula, d'aquest assentament de població que també comptava amb una església fortificada dels primers moments de la reconquesta cristiana, que acabaria sent tan sols una Capella, l'actual Capella de la Verge de la Paciència
Aquestes construccions fortificades van tenir de nou rellevància segles més tard quan es van produir les Guerres Carlines, moment en què quedarien pràcticament derruïdes, sobretot després del setge del Mariscal Suchet.

## Descripció
El castell, de reduïdes dimensions, sembla que tenia una planta poligonal regular, amb sis torres obertes en ventall i una torre de l'homenatge amb planta trapezoïdal. Aquesta estructura defensiva es veia reforçada per les torres vigía de la costa, les quals estaven situades molt a prop.
Al llarg de la història va sofrir intervencions i reformes, destacant la que es va realitzar al segle xiv, moment en el qual va ser reconstruït, i la del segle xvi quan se li va col·locar l'artilleria.
La seua situació d'abandó i ruïna fan molt difícil la seua restauració, que hauria de ser total. Curiosament els plànols originals existeixen, encara que, a causa de la rellevància d'aquest castell durant la Guerra de la Independència Espanyola, els documents van acabar en mans de les tropes de Napoleó i actualment els té el govern francès.